# Ёртома
Ёртома — река в России, протекает на северо-западе Удорского района Республики Коми. Правый приток реки Вашки.
Длина реки составляет 17 км.
Притоки (км от устья):
- 6 км: ручей Сыв (пр)[5][4];
- река Сорд (лв)[5].

## Данные водного реестра
По данным государственного водного реестра России относится к Двинско-Печорскому бассейновому округу, водохозяйственный участок реки — Мезень от истока до водомерного поста у деревни Малонисогорская. Речной бассейн реки — Мезень.
Код объекта в государственном водном реестре — 03030000112103000047672.

## Топонимика
Гидроним Ёртома происходит от коми йӧртӧм — причастная форма от йӧртны (запереть, сделать запруду); значение гидронима — «загороженный, запруженный, порожистый».